# Ясен (точка)
62°39′11″ пд. ш. 60°35′48″ зх. д. / 62.6531° пд. ш. 60.5967° зх. д.

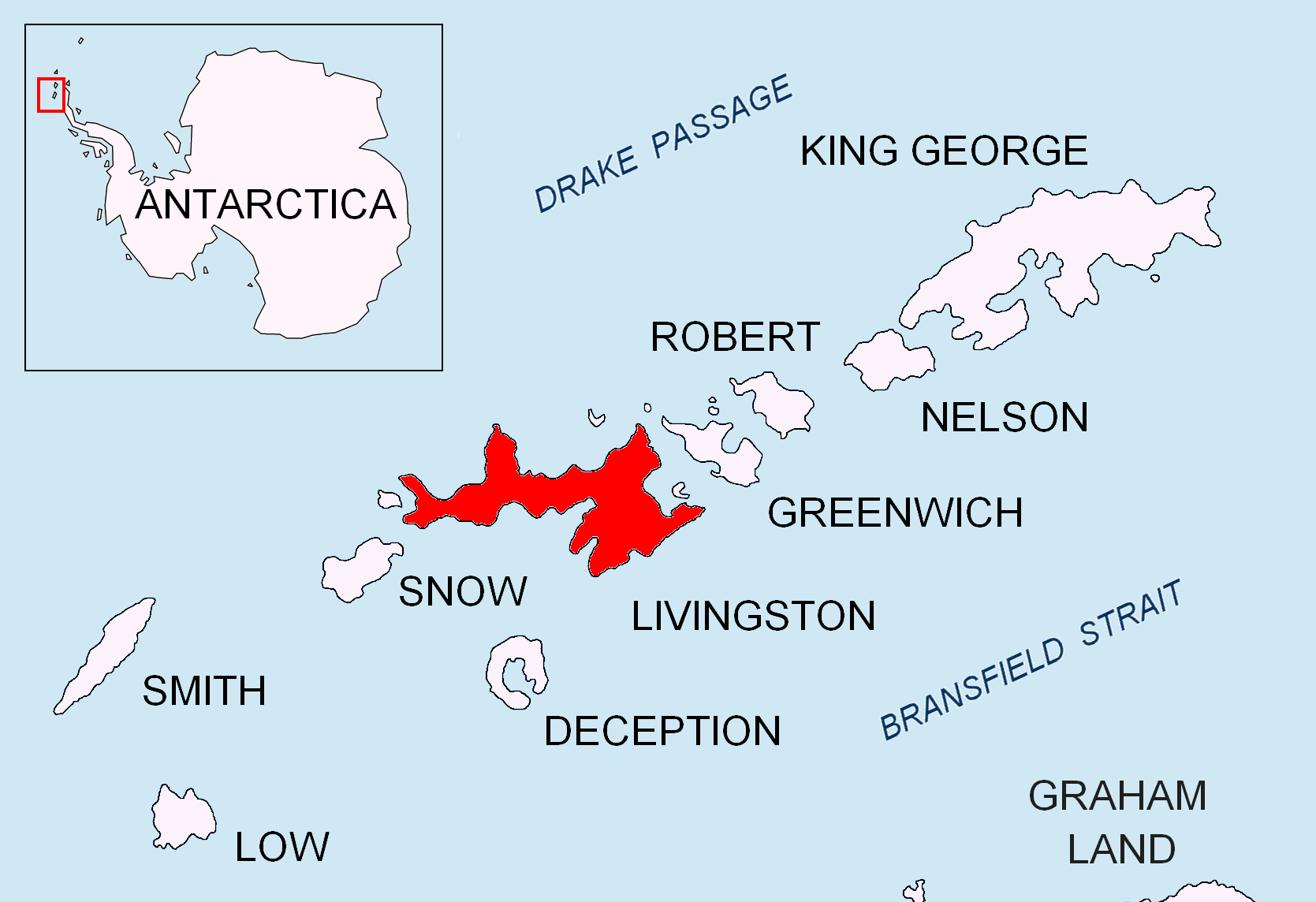
Розташування острова Лівінгстон на Південних Шетландських островах.

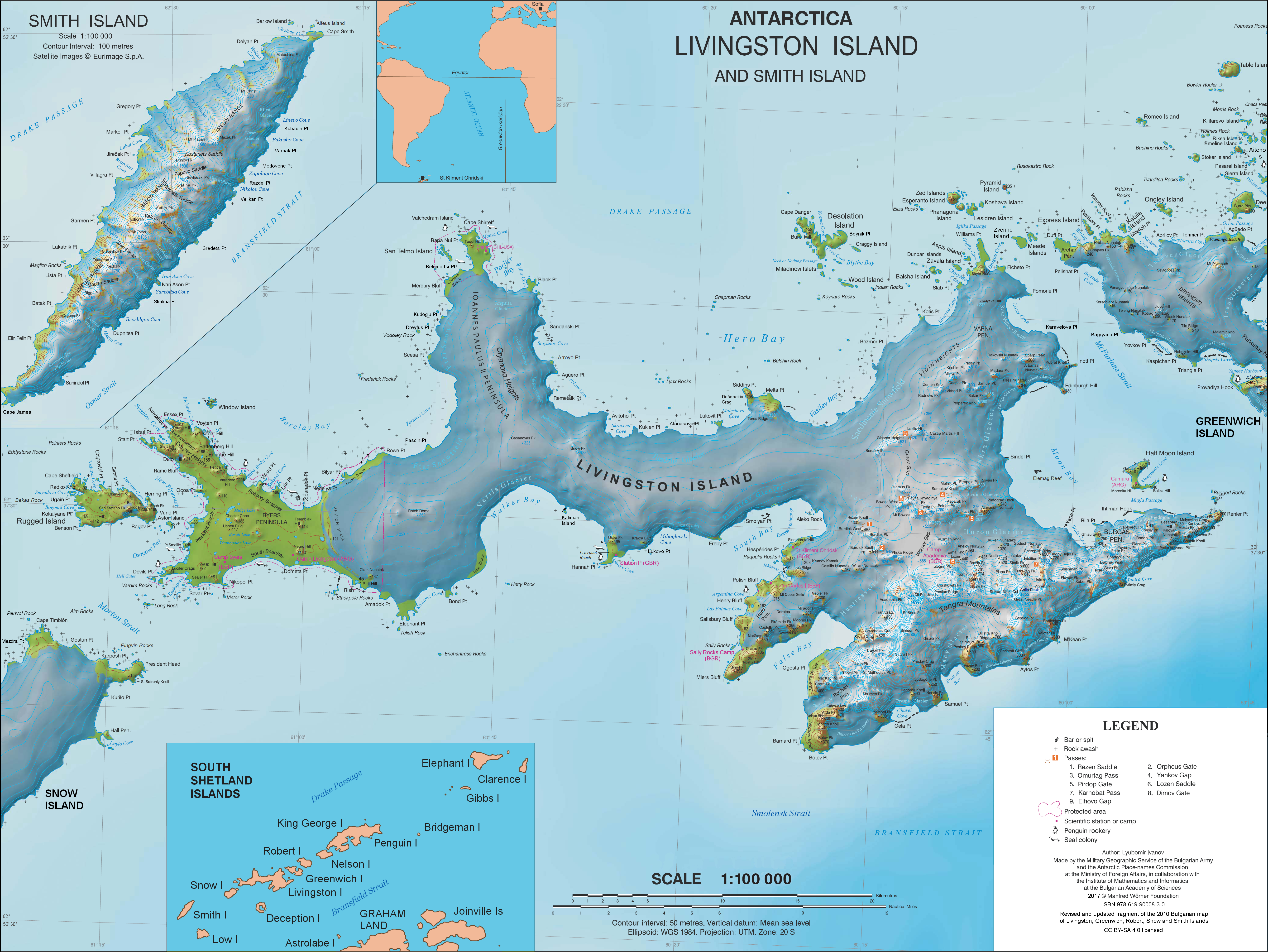
Топографічна карта островів Лівінгстон та Сміт

Точка Ясен ( болг. нос Ясен   , 'Nos Yasen' \ 'nos' ya-sen \) - гостра кам'яниста точка на південному узбережжі острова Лівінгстон на Південних Шетландських островах, Антарктида, яка утворює західну сторону входу в бухту Матеєва. Розташована на східній стороні невеликого вільного від льоду мису. 
Точка названа на честь поселень Ясен у Північно-Західній та Північній Болгарії.

## Розташування
Координати Точки Ясен 62°39′11″ пд. ш. 60°35′48″ зх. д. / 62.65306° пд. ш. 60.59667° зх. д., що на відстані 870 м на схід-північний схід від точки Ханни та 7,3 км на захід-південний захід від точки Еребі. Британське картографування у 1968 р., Чилійське у 1971 р., Аргентинське у 1980 р. Та болгарське у 2005 та 2009 рр.

## Карти
- Л. Л. Іванов та ін. Антарктида: острів Лівінгстон та острів Гринвіч, Південні Шетландські острови . Масштаб 1: 100000 топографічної карти. Софія: Комісія Болгарії з антарктичних назв, 2005
- Л. Л. Іванов. Антарктида: острови Лівінгстон та Гринвіч, Роберт, Сніг та Сміт. Масштаб 1: 120000 топографічної карти. Троян: Фонд Манфреда Вернера, 2010.ISBN 978-954-92032-9-5 (перше видання 2009 р.ISBN 978-954-92032-6-4)
- Антарктична цифрова база даних (ADD). [Архівовано 5 березня 2017 у Wayback Machine.] Масштаб 1: 250000 топографічної карти Антарктиди. Науковий комітет з антарктичних досліджень (SCAR). З 1993 р. Регулярно оновлюється.
- Л. Л. Іванов. Антарктида: острів Лівінгстон та острів Сміт . Масштаб 1: 100000 топографічної карти. Фонд Манфреда Вернера, 2017.ISBN 978-619-90008-3-0

## Зовнішні посилання
- Ясен Пойнт. [Архівовано 15 лютого 2020 у Wayback Machine.] Супутникове зображення Copernix
- Ця стаття включає в себе інформіцію з Антарктичної комісії з географічних назв Болгарії, яка використовується з дозволу.